# Christopher O'Neill
Christopher Paul O'Neill (sinh ngày 27 tháng 6 năm 1974) là một doanh nhân người Anh - Mỹ sống và làm việc tại thành phố New York. Ông là chồng của Công chúa Madeleine của Thụy Điển.

## Thiếu thời
Christopher O'Neill sinh ra tại Luân Đôn, Anh. Ông là con trai của Paul Cesario O'Neill (1926-2004) - giám đốc một ngân hàng đầu tư người Mỹ đã sang định cư tại Anh thập niên 1960 để tiếp quản Ngân hàng Oppenheimer Holdings và người vợ thứ hai là Eva Maria O'Neill (nhũ danh Walter, sinh năm 1940 tại Áo). Christopher có hai người chị gái cùng mẹ khác cha (Tatjana d'Abo, Nữ Bá tước Natascha Abensberg-Traun) và ba người chị cùng cha khác mẹ (Stephanie, Annalisa và Karen O'Neill). Ông lớn lên tại Luân Đôn và St. Gallen, thỉnh thoảng có đến Áo và Đức để du lịch và là công dân của Mỹ và Anh.

## Giáo dục và sự nghiệp
Christopher O'Neill tốt nghiệp học viện Institut auf dem Rosenberg ở St. Gallen, Thụy Sĩ và lấy bằng cử nhân ngành Quan hệ quốc tế tại trường Đại học Boston. Ông đồng thời cũng có bằng Thạc sĩ quản trị kinh doanh của Trường Kinh doanh Columbia ở New York. Ông từng là nhân viên của N M Rothschild & Sons và Steinberg Asset Management.

## Hôn nhân
Công chúa Madeleine của Thụy Điển và Christopher O'Neill lần đầu tiên ra mắt công chúng là vào tháng 1 năm 2011. Lễ đính hôn của họ được công bố vào ngày 25 tháng 10 năm 2012. Cuối tháng 4 năm 2013; Hoàng gia Thụy Điển đã thông báo rằng lễ cưới của họ sẽ được tổ chức vào ngày 8 tháng 6 năm 2013 tại Nhà thờ Hoàng gia trực thuộc Cung điện Hoàng gia ở Stockholm, còn bữa tối sẽ được tổ chức tại Cung điện Drottningholm.
Không giống như người anh cột chèo, Hoàng thân Daniel, Christopher không có bất cứ nhiệm vụ hay tước vị hoàng gia nào, bởi vì thành viên của Hoàng gia Thụy Điển phải mang quốc tịch Thụy Điển. Do đó, Christopher vẫn sẽ tiếp tục công việc kinh doanh của mình trong lĩnh vực tài chính. Cặp đôi dự định sẽ tiếp tục sống ở New York.
Con gái đầu lòng của họ, Công chúa Leonore, Nữ Công tước xứ Gotland chào đời ngày 20 tháng 2 năm 2014 tại thành phố New York, Mỹ.